# Krtinska
Krtinska (cyr. Кртинска) – wieś w Serbii, w mieście Belgrad, w gminie miejskiej Obrenovac. W 2011 roku liczyła 1085 mieszkańców.